# مونيكا داس
مونيكا داس (بالإنجليزية: Monica Das)‏ هي مؤلفة هندية، ولدت في 1949.